# 格利泽570
格利泽570（Gliese 570），又称天秤座33 G.（33 G. Librae）、HD 131977、BD-20 4125、SAO 183040、HR 5568，是一個位於天秤座的聚星系統，距離地球約19光年，视星等为5.74，位于銀經338.24，銀緯32.7，其B1900.0坐标为赤經14h 51m 37.4s，赤緯-20° 32.7′ 49″。該系統的主星是一顆光度和體積遠低於太陽的橙矮星，伴星中有兩顆是互相環繞的紅矮星，並且有一顆棕矮星環繞前述三者。1998年曾有人提出有一顆太陽系外行星環繞该系统的主星，后于2000年撤回。

## 距離與可見度
在夜空中格利泽570是位於天秤座的西南部，在天秤座α西南方和折威七西北方。1990年代早期歐洲的依巴谷衛星量測格利泽570B和格利泽570C這兩顆成員星的視差，資料顯示該系統距離地球約24.4光年，但這是較大的誤差，因為根據地面上的視差觀測資料和軌道觀測，這兩顆恆星和格利泽570A有物理上的關聯，因此距離必須和格利泽570A相同。

## 恆星系統
本系統的主星格利泽570A是一顆質量剛超過太陽四分之三，半徑是太陽77%，且可見光光度只有太陽15.6%的橙矮星。它和互繞的格利泽570B、格利泽570C系統距離190天文單位，並且兩顆伴星以高離心率軌道環繞主星的周期至少2130年。格利泽570A的光譜類型是 K4V，並且有X射線輻射。
格利泽570B、格利泽570C兩顆恆星都是質量、半徑和光度遠比太陽低的紅矮星。格利泽570B的光譜類型是 M1V，格利泽570C則是 M3V，且兩者都有X射線輻射。

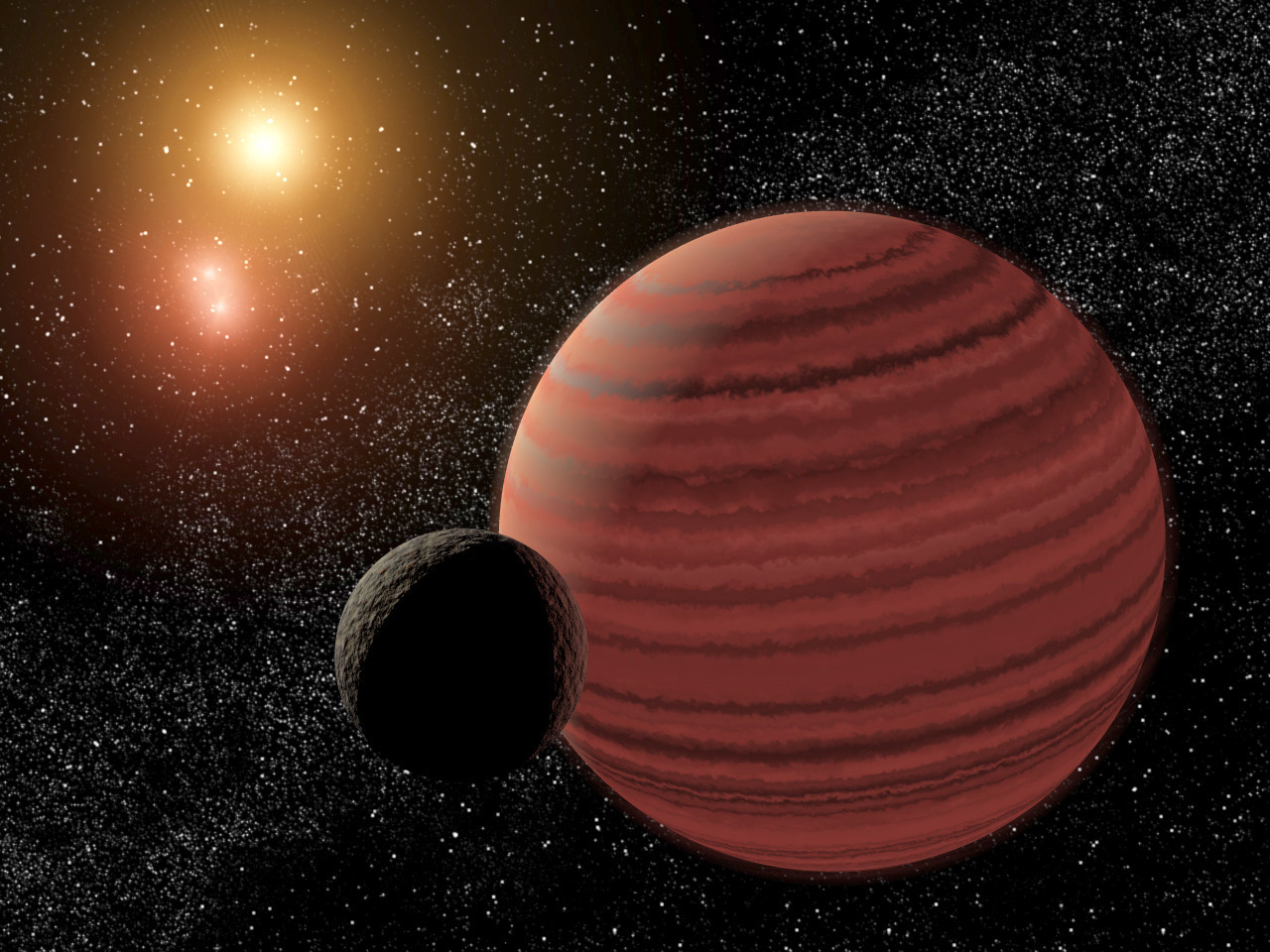
藝術家筆下的格利泽570D和另外三顆恆星。

2000年1月15日天文學家宣布在該系統發現一顆表面溫度比之前已知的更低的棕矮星，編號為格利泽570D（偶有稱為格利泽570d）。這棵棕矮星距離其他三顆恆星超過1500天文單位，估計質量大約是木星的50倍。
格利泽570D是由位於智利的托洛洛山美洲际天文台以都卜勒光譜學方式確認它是棕矮星。這顆次恆星天體的表面溫度只有大約攝氏500度，低於比它更早發現的其他棕矮星（包含光譜類型 T 型的矮星），因此光譜被分類為 T7-8V。該天體沒有關於X射線輻射的發現報告。

## 行星聲明
1998年天文學家宣布有一顆太陽系外行星環繞該系統的主星。該行星被編號為"格利泽570Ab"，但這個聲明受到質疑，並且在2000年撤回。至今尚未確認有任何系外行星存在於這個聚星系統。

## 外部連結
- . SolStation.   [2008-06-12]. （原始内容存档于2011-05-13）.
- . Extrasolar Visions.   [2008-06-12]. （原始内容存档于2012-02-04）.
- Bridges, Andrew. . SPACE.com. 2000-01-17  [2008-06-12]. （原始内容存档于2008-09-05）.

Template:Nearest bright star systems